# Liste von Super-RTL-Sendungen

## Derzeit ausgestrahlte Sendungen nach Produktionsland
| Name                                             | Jahre                | Sender der deutschen Erstausstrahlung (ausgenommen Super RTL) |  |
| ------------------------------------------------ | -------------------- | ------------------------------------------------------------- |  |
| Super RTL                                        |                      |                                                               |  |
| Kanada                                           |                      |                                                               |  |
| Murder She Solved – Frauen auf Täterjagd         | seit 2016            |                                                               |  |
| Vereinigte Staaten                               |                      |                                                               |  |
| Bones – Die Knochenjägerin                       | seit 2018            | RTL                                                           |  |
| Dr. House                                        | seit 2015            | RTL                                                           |  |
| Star Wars: The Clone Wars                        | seit 2018            | Disney Channel                                                |  |
| Crossing Jordan – Pathologin mit Profil          | seit 2016            | VOX                                                           |  |
| Toggo                                            |                      |                                                               |  |
| Deutschland                                      |                      |                                                               |  |
| Agent 203                                        | seit 2024            |                                                               |  |
| Woozle Goozle                                    | seit 2013            |                                                               |  |
| WOW – Die Entdeckerzone                          | seit 2004            |                                                               |  |
| Frankreich                                       |                      |                                                               |  |
| Angelo!                                          | seit 2010            |                                                               |  |
| Sally Bollywood                                  | 2009–2013            | Disney Channel                                                |  |
| Zig & Sharko – Meerjungfrauen frisst man nicht!  | 2010–2015            |                                                               |  |
| Voll zu spät!                                    | seit 2018            |                                                               |  |
| Inspector Gadget                                 | seit 2014            |                                                               |  |
| Grizzy und die Lemminge                          | seit 2016            | Boomerang                                                     |  |
| Weihnachtsmann & Co. KG                          | 1997                 |                                                               |  |
| Dänemark                                         |                      |                                                               |  |
| Ninjago                                          | 2011–2022            |                                                               |  |
| Ninjago: Aufstieg der Drachen                    | seit 2023            |                                                               |  |
| Kanada                                           |                      |                                                               |  |
| Angelo!                                          | seit 2010            |                                                               |  |
| Go Wild! Mission Wildnis                         | seit 2011            |                                                               |  |
| PAW Patrol                                       | seit 2013            | Nickelodeon                                                   |  |
| Die Nektons – Abenteurer der Tiefe               | seit 2016            |                                                               |  |
| Mighty Mops                                      | seit 2019            | Boomerang                                                     |  |
| Camp Sumpfgrund                                  | 2013–2017            |                                                               |  |
| Loop – Täglich Montag                            | 2014                 |                                                               |  |
| Vereinigte Staaten                               |                      |                                                               |  |
| Tom und Jerry                                    | 1940–1969            | ZDF                                                           |  |
| Alvinnn!!! und die Chipmunks                     | seit 2015            |                                                               |  |
| Die Tom und Jerry Show                           | seit 2014            | Boomerang                                                     |  |
| Die neue Looney Tunes Show                       | 2015–2018            | Boomerang                                                     |  |
| DreamWorks Dragons                               | 2012–2018            | Cartoon Network                                               |  |
| Dragons - Die 9 Welten                           | seit 2021            |                                                               |  |
| Bugs Bunny und Looney Tunes                      | 1935–1995            | Kabel eins                                                    |  |
| Star Trek: Prodigy                               | seit 2022            | Nick Austria, Nick Schweiz                                    |  |
| SpongeBob Schwammkopf                            | seit 1999            |                                                               |  |
| Scooby-Doo                                       | seit 2002            |                                                               |  |
| Scooby-Doo und wer bist Du?                      | seit 2019            | Boomerang                                                     |  |
| King Julien                                      | 2014–2017            | Netflix                                                       |  |
| Der gestiefelte Kater – Abenteuer in San Lorenzo | 2015–2018            |                                                               |  |
| Home – Zuhause bei Tip & Oh                      | 2016–2018            |                                                               |  |
| Spirit: wild und frei                            | seit 2017            |                                                               |  |
| Barbie – Traumvilla-Abenteuer                    | seit 2017            |                                                               |  |
| Trolls – die Party geht weiter!                  | seit 2018            |                                                               |  |
| Tom & Jerry in New York                          | seit 2021            | Boomerang                                                     |  |
| Willkommen bei den Louds                         | seit 2016            | Nickelodeon                                                   |  |
| Die Casagrandes                                  | 2019–2022            | Nickelodeon                                                   |  |
| Vereinigtes Königreich                           |                      |                                                               |  |
| Mr. Bean                                         | 2002–2003. seit 2015 |                                                               |  |
| Japan                                            |                      |                                                               |  |
| Pokémon                                          | seit 1997            |                                                               |  |
| Toggolino                                        |                      |                                                               |  |
| Deutschland                                      |                      |                                                               |  |
| Benjamin Blümchen                                | seit 1977            | ZDF                                                           |  |
| Frankreich                                       |                      |                                                               |  |
| Billy – Der Cowboy Hamster                       | seit 2024            |                                                               |  |
| Kanada                                           |                      |                                                               |  |
| Caillou                                          | 1998–2010            |                                                               |  |
| Der Phantastische Paul                           | seit 2011            | Disney Junior                                                 |  |
| Peter Hase                                       | 2012–2013            |                                                               |  |
| Vereinigtes Königreich                           |                      |                                                               |  |
| Bob der Baumeister                               | seit 2014            |                                                               |  |
| Die Oktonauten                                   | seit 2010            | Disney Junior                                                 |  |
| Thomas und seine Freunde                         | seit 1984            | RTL II                                                        |  |
| Peppa Wutz                                       | seit 2004            | KiKA                                                          |  |
| Chuggington – Die Loks sind los!                 | seit 2008            |                                                               |  |
| Vereinigte Staaten                               |                      |                                                               |  |
| Super Wings                                      | seit 2014            | KiKA                                                          |  |

## Spielfilme
Dienstags zeigt Super RTL Spielfilme (z. B. Ein toller Käfer) und samstags Zeichentrickfilme in Spielfilmlänge (z. B. In einem Land vor unserer Zeit) aus Disney und Universal-Produktion. Zudem werden teilweise auch RTL-Produktionen gezeigt.

## Ehemals ausgestrahlte Sendungen nach Produktionsland
(Sender der Erstausstrahlung der Sendung, falls diese nicht auf Super RTL erfolgte)
- Zu den ehemals ausgestrahlten Sendungen gehören alle Sendungen von Disney, da der Programmzulieferungsvertrag mit Super RTL Ende 2013 endete und der deutsche Disney Channel seit dem 17. Januar 2014 im Free-TV ein Teil der Disney-Sendungen aus dem Super-RTL-Programm aktuell ausstrahlt.

### Super RTL

#### Australien
- Jack London: Abenteuer Südsee
- Ocean Girl - Prinzessin der Meere
- Rebecca und die Jungen von nebenan
- Skippy, das Buschkänguruh

#### Deutschland
- 7 Tage, 7 Köpfe (RTL)
- Alles nichts oder?! (RTL)
- Bei Steiners
- Bernds Hexe (RTL)
- Bibi und Rolli – Durch dick und dünn (RTL)
- Comedy TOTAL
- Der Hausgeist (ZDF)
- Deutschlands klügstet (...)
- Die Dirk Bach Show
- Die Didi-Show (ZDF)
- Die Robinsons – Aufbruch ins Ungewisse
- Die Superköche
- Die Supermamas – Einsatz im Kinderzimmer (RTL II)
- Die Super-RTL-Familie
- Dieter Bohlen – Meine Hits
- Die Tricks der größten Zauberer (Sat.1)
- Dr. Stefan Frank – Der Arzt, dem die Frauen vertrauen (RTL)
- Domino Day
- Edgar Wallace (RTL)
- Ein Schloß am Wörthersee (RTLplus)
- Fun Night
- Happiness (RTL)
- Heimatmelodie (RTL)
- Hella & Dirk (RTL)
- Hilfe, das war knapp
- Matchball (RTL)
- Muuh – Das Tiermagazin
- Otto – Die Serie (RTL)
- Peter Steiners Theaterstadl (RTLplus)
- Peter und Paul (RTL)
- RTL Samstag Nacht (RTL)
- Schlagerclub mit Frank
- Super Toy Club
- Traumhochzeit (RTL)
- T.V. Kaiser (RTL)
- Und tschüss! (RTL)
- Unter einer Decke (RTL)
- Upps! – Die Pannenshow
- Voll das Leben!
- voll total
- Webmix – Das Lustigste aus dem Internet
- Zum Stanglwirt (RTL)

#### Dänemark
- Skipper & Skito (2001)

#### Frankreich
- Jack London: Abenteuer Südsee
- Lehrer auf Abruf
- Nancy Drew

#### Großbritannien
- Die Falltür
- Früh übt sich, Detektiv zu sein
- Inspektor Fowler (ProSieben)
- Merlin – Die neuen Abenteuer (RTL)
- Robin Hood

#### Israel
- Sara und Ephraim – Kishons beste Familiengeschichten

#### Kanada
- Die Robinsons – Aufbruch ins Ungewisse
- Kratts Safari
- Nancy Drew
- Ooops! Witzig ohne Worte
- RoboRoach

#### Luxemburg
- Jack London: Abenteuer Südsee

#### Schweiz
- Fast ’ne Familie

#### Vereinigte Staaten
- Adam 12 – Einsatz in L. A. (1995–1996; The New Adam 12; RTLplus, 1991)[2]
- Addams Family (WDR Fernsehen)
- Alfred Hitchcock zeigt (RTLplus)
- Beverly Hills, 90210 (RTLplus)
- Bill & Teds irre Abenteuer (Bill & Ted’s Excellent Adventures; RTL Television, 1994)[3]
- Blossom (Das Erste)
- Dancer für U.N.C.L.E. (1995, The Girl from U.N.C.L.E.)[4]
- Der Chef (ARD)
- Der Prinz von Bel-Air (RTL)
- Die Nanny (RTL)
- Die Welt der Schnorchel (RTLplus)
- Die wilden Siebziger (RTL)
- Disneys fantastisches Halloween-Fest
- Doogie Howser, M.D. (ProSieben)
- Dr. Quinn – Ärztin aus Leidenschaft (RTL II)
- DuckTales – Neues aus Entenhausen (ARD)[5]
- Ein Grieche erobert Chicago (ProSieben)
- Einmal Himmel und zurück
- Ellen (ARD)
- Ganz schön schwanger
- Glee (RTL)
- Golden Girls (Das Erste)
- Hallo Schwester! (Das Erste)
- Harrys Nest (Das Erste)
- Kate Fox & die Liebe
- Knight Rider (RTLplus)
- Liebling, ich habe die Kinder geschrumpft
- MADtv (RTL)
- Magnum (ARD)
- Mann muß nicht sein? (Sat.1)
- Mein lieber Biber (ProSieben)
- Mein Vater ist ein Außerirdischer (RTLplus)
- Mord ist ihr Hobby (Das Erste)
- Muppets Tonight! (RTL)
- Mystic Knights – Die Legende von Tir Na Nog
- Okavango – Abenteuer in Afrika (Das Erste)
- Once Upon a Time in Wonderland (Passion)
- Owen Marshall – Strafverteidiger (ARD)
- Polizeibericht Los Angeles
- Quincy (ARD)
- Reba (RTL)
- Sledge Hammer (RTLplus)
- Solo für U.N.C.L.E. (ZDF)
- Sparks & Sparks
- Street Hawk (RTLplus)
- Sunset Beach (RTL)
- Sweet Valley High
- Team Knight Rider (RTL)
- Tequila und Bonetti (RTL)
- Vater Murphy (RTL)
- Vier für Herman (Das Erste)
- Yes, Dear (RTL)

### Toggo

#### Australien
- Crash Zone – Das Computer-Team (Disney Channel)
- Ocean Girl - Prinzessin der Meere
- Skippy der Buschpilot
- Sweat – Der Weg zum Sieg (Kinderkanal)
- Thunderstone – Die Rückkehr der Tiere

#### Belgien
- Die Abenteuer der Prudence Petitpas

#### China
- Dragon Hunters – Die Drachenjäger

#### Dänemark
- Hugo, das Dschungeltier – Die Serie
- WunderZunderFunkelZauber
- Legenden von Chima

#### Deutschland
- Art Attack
- Banaroo: Das Star-Tagebuch
- beFour: Das Star-Tagebuch
- BRAVO Super Show
- Cherona: Das Star-Tagebuch
- Frosch & Frettchen – Freundschaft geht durch den Magen
- Immer Ärger mit Newton
- Li-La-Launebär (RTL)
- Kiddy Contest (2004–2006, Zusammen mit ORF)
- Malo, Space Trucker
- Mini Playback Show (RTL)
- Mittelland – Die Legende der Elfen
- Noahs Kids
- Norman Normal
- Paddy on Tour
- Q-Boot – Das Quiz
- Skippy der Buschpilot
- Spielegalaxie
- Super, Metty!
- Tikki Turtles Insel
- Toggo Music / später: Toggo Soundclub
- Toggo Total
- Toggo TV
- Toggo United
- Was ist was TV
- Witzig, putzig!
- WunderZunderFunkelZauber
- ZOOM

#### Finnland
- Papyrus

#### Frankreich
- A Kind of Magic – Eine magische Familie
- Bob Morane
- Costa (Nickelodeon)
- Die Abenteuer der Prudence Petitpas
- Dragon Hunters – Die Drachenjäger
- Frosch & Frettchen – Freundschaft geht durch den Magen
- Fünf Freunde für alle Fälle (Disney Channel)
- Kangoos – Fit für Basketball! (RTL II)
- Lucky Luke (Das Erste)
- Lucky Luke – Die neuen Abenteuer
- Madeleines neue Abenteuer
- Malo, Space Trucker
- Marsupilami: Die neuen Abenteuer
- Michel Vaillant (RTLplus)
- Norman Normal
- Oban Star-Racers (Jetix)
- Oggy und die Kakerlaken (ProSieben)
- Skippy der Buschpilot
- Totally Spies (ProSieben)
- Triple Z
- Wild Instinct – Tiere wie wir
- W.i.t.c.h.
- X-DuckX – Extrem abgefahren
- Zentrix

#### Großbritannien
- Brilliant Creatures – Einfach tierisch
- Enid Blyton – Die verwegenen Vier
- Finger Tips
- FoxBusters – Drei ausgefuchste Hennen
- Fünf Freunde für alle Fälle (Disney Channel)
- Jim Henson’s Dog City (ZDF)
- Mittelland – Die Legende der Elfen
- Riesenärger mit Ralf
- Sweat – Der Weg zum Sieg (Kinderkanal)
- Unten am Fluss

#### Island
- LazyTown

#### Japan
- Chibi Maruko Chan (RTL II)
- Bob, der Flaschengeist

#### Kanada
- Angela Anaconda
- Bob Morane
- Butt-Ugly Martians – Potthässlich und vom Mars
- Die Farben Welt (RTL)
- Die Schweinebande
- Donkey Kongs Abenteuer
- Eckhart aus dem Mäusenest
- Geschichten aus der Gruft (RTL)
- Immer Ärger mit Newton
- Jim Henson’s Dog City (ZDF)
- Malo, Space Trucker
- Martin Mystery
- Mensch, Derek!
- Monster aus Versehen
- Papyrus
- Riesenärger mit Ralf
- Sieben kleine Monster
- Teen Buzz (Cartoon Network)
- Tikki Turtles Insel
- Tucker James, der Highschool-Blitz
- Typisch Andy! (Fox Kids)
- Typisch Mädchen – typisch Jungs!
- Unten am Fluss

#### Luxemburg
- Einsatz für Elliot Maus

#### Neuseeland
- Enid Blyton – Die verwegenen Vier

#### Niederlande
- Spangas (Disney Channel)

#### Spanien
- Die drei Bären
- Einsatz für Elliot Maus

#### Vereinigte Staaten
- 101 Dalmatiner
- Abenteuer mit Micky und Donald (Das Erste)
- Abenteuer mit Timon und Pumbaa (RTL)
- Action Man
- Aladdin
- Alle Hunde kommen in den Himmel
- American Dragon (Disney Channel)
- Angela Anaconda
- Arielle, die Meerjungfrau (Das Erste)
- Austin & Ally (Disney Channel)
- Babaren-Dave
- Bionic Six (RTL)
- Bonkers, der listige Luchs von Hollywood (RTL)
- Camp Lazlo
- CatDog (RTL)
- Chip und Chap – Die Ritter des Rechts (Das Erste)
- Chipmunk
- Clarissa (Nickelodeon)
- Cosmo & Wanda – Wenn Elfen helfen
- Darkwing Duck – Der Schrecken der Bösewichte
- Der rosarote Panther (ProSieben)
- Derrou – Das Große Abenteuer (RTLplus)
- Die Biber Brüder
- Die Dinos (Das Erste)
- Die Glücksbärchis USA (RTLplus)
- Die Schlümpfe (ZDF)
- Die Tex Avery Show
- Die Zauberer vom Waverly Place (Disney Channel)
- Disneys Gummibärenbande (Das Erste)
- Disneys Hercules (RTL)
- Doug (Sat.1)
- Einfach Cory! (Disney Channel)
- Extreme Dinosaurs
- Fillmore! (Disney Channel)
- Fionas Website
- Gargoyles – Auf den Schwingen der Gerechtigkeit (RTL)
- Goofy & Max (RTL)
- Disneys Große Pause (RTL)
- Hannah Montana (Disney Channel)
- Hey Arnold! (Nickelodeon)
- Hotel Zack & Cody (Disney Channel)
- Jessie (Disney Channel)
- Jim Henson’s Dog City (ZDF)
- Jimmy Neutron
- Käpt’n Balu und seine tollkühne Crew (Das Erste)
- Kick Buttowski – Keiner kann alles (Disney XD)
- Kim Possible (Disney Channel)
- Lilo & Stitch (Disney Channel)
- Lizzie McGuire (Disney Channel)
- Madeleines neue Abenteuer
- Mad Jack – der beknackte Pirat
- Max Adventures: Das Abenteuer beginnt
- Meine Schwester Charlie (Disney Channel)
- Mensch, Derek! (Disney Channel)
- Mickys Clubhaus (Disney Channel)
- Mighty Ducks – Das Powerteam (RTL)
- Mummies Alive – Die Hüter des Pharaos
- Nanuk (Nickelodeon)
- Nascar Racers
- Ninja Turtles (RTL)
- Pepper Ann (RTL)
- Phantom 2040
- Phineas & Ferb (Disney Channel)
- Pinky, Elmyra & der Brain
- Pinky und der Brain
- Powerpuff Girls (Serie 1998–2005)
- Power Rangers: Dino Thunder
- Power Rangers: Mystic Force
- Power Rangers: Ninja Storm
- Power Rangers: Operation Overdrive (Jetix)
- Power Rangers: R.P.M (Disney XD)
- Power Rangers: Space Patrol Delta (Jetix)
- Power Rangers: Wild Force
- Quack Pack (RTL)
- Raven blickt durch (Disney Channel)
- Rockos modernes Leben (Nickelodeon)
- Roswell Conspiracies
- S3 – Stark, schnell, schlau (Disney Channel)
- Shake It Up – Tanzen ist alles (Disney Channel)
- Simsalabim Sabrina (RTL)
- Sonic Underground
- Totally Spies (ProSieben)
- Transformers: Animated
- Typisch Andy! (Fox Kids)
- W.i.t.c.h.
- Wochenend-Kids (Disney Channel)
- Yin Yang Yo! (Jetix)
- Zack & Cody an Bord (Disney Channel)
- Zeke und Luther (Disney XD)
- Zurück in die Zukunft (RTL)

### Toggolino

#### Australien
- Brum
- Die Koala Brüder

#### China
- Marvin, das steppende Pferd

#### Deutschland
- Brüder Flub
- Peb & Pepper - Helden Privat

#### Frankreich
- Louie

#### Großbritannien
- Brum
- Feuerwehrmann Sam (S4C , BBC)
- Jellabies
- Louie
- Merlin, der Zauberhund
- Postbote Pat
- Rubbadubbers
- Timmy das Schäfchen

#### Italien
- Tommy & Oscar

#### Japan
- Bumpety Boo
- Die kleinen Zwurze
- Prinzessin Erdbeer

#### Kanada
- Brum
- Marvin, das steppende Pferd

#### Niederlande
- Brüder Flub
- Willys große böse Wolf-Show

#### Vereinigte Staaten
- Barney und seine Freunde
- Kleine Planeten – Gute Reise, Bing und Bong!
- Blue’s Clues – Blau und schlau
- Brüder Flub
- Die Save-Ums
- Disney Kleine Abenteuer mit Winnie Puuh
- Doc McStuffins, Spielzeugärztin (Disney Junior)
- Higglystadt Helden (Disney Channel)
- Jellabies
- Kleine Einsteins  (Disney Channel)
- Little People
- Max und sein Kuschelmonster
- Micky Maus Wunderhaus (Disney Channel)
- Neue Abenteuer mit Winnie Puuh
- PB&J Otter – Die Rasselbande vom Hoohaw-See (Disney Channel)
- Pinky Dinky Doo (Disney Channel)
- Stanley (Disney Channel)
- Timmy geht zur Schule
- Winnie Puuhs Bilderbuch (Disney Channel)